# بله (رومانی)
شهر بله (به رومانیایی: Blaj) در شهرستان البه در کشور رومانی واقع شده‌است. جمعیت این شهر ۲۱٬۸۱۹ نفر است.